# Conocephalus marcelloi
Conocephalus marcelloi är en insektsart som beskrevs av Andrej Vasiljevitj Gorochov och Llorente del Moral 2004. Conocephalus marcelloi ingår i släktet Conocephalus och familjen vårtbitare. Inga underarter finns listade i Catalogue of Life.